# Brian Poole (Footballspieler)
Brian Poole (* 20. Oktober 1992 in Bradenton, Florida) ist ein ehemaliger US-amerikanischer American-Football-Spieler auf der Position des Cornerbacks. Er spielte für die Atlanta Falcons, New York Jets und New Orleans Saints in der National Football League (NFL).

## Frühe Jahre
Poole ging in seiner Geburtsstadt Bradenton auf die Highschool. Später besuchte er die University of Florida.

## NFL
Nachdem Poole im NFL Draft 2016 nicht berücksichtigt worden war, unterschrieb er einen Vertrag bei den Atlanta Falcons. Am 4. September 2016 wurde bekannt, dass Poole es in den endgültigen Saisonkader der Atlanta Falcons geschafft hatte. In seiner ersten Saison wirkte er in allen 16 Saisonspielen mit und erzielte am 16. Spieltag im Spiel gegen die Carolina Panthers die erste Interception in seiner Karriere. Er erreichte mit den Falcons den Super Bowl LI, der mit 28:34 gegen die New England Patriots verloren ging. In der Saison 2018 erzielte er 74 Tackles und fing drei Interceptions.
Zur Saison 2019 unterschrieb er einen Einjahresvertrag über 3,5 Millionen Dollar bei den New York Jets, wo er wie zuvor als Nickelback eingesetzt wurde.
Im Juli 2021 nahmen die New Orleans Saints Poole unter Vertrag. Nach einer Verletzung in der Saisonvorbereitung wurde er auf die Injured Reserve List gesetzt. Im Oktober einigte Poole sich mit den Saints auf eine Vertragsauflösung. Anschließend schloss er sich am 27. Oktober kurzzeitig dem Practice Squad der New England Patriots an, bevor er nur wenige Tage später für den Practice Squad der Indianapolis Colts verpflichtet wurde.